# Нинкович, Живомир
Живомир «Джура» Нинкович (серб. Живомир Нинковић, родился 22 марта 1950 года в Поповичах) — генерал-полковник Вооружённых сил Республики Сербской, командующий ВВС и войсками ПВО Республики Сербской в 1992—1998 годах.

## Биография
Родился 22 марта 1950 года в селе Поповичи (ныне община Гламоч, Герцегбосанский кантон, Федерация Боснии и Герцеговины). Окончил военную гимназию и академию ВВС в Задаре в 1972 году (XXII класс), службу начал в звании подпоручика (младшего лейтенанта) авиации. Окончил командно-штабную школу тактического и оперативного планирования ВВС и войск ПВО. На момент распада Югославии был командиром 97-й авиационной бригады (Мостар). Имел звания лётного инструктора и носил Золотой знак лётчика (серб. Златни летачки знак).
Участвовал в войнах в Хорватии и Боснии и Герцеговине. 1 июня 1992 года, имея звание генерал-майора, возглавил военно-воздушные силы и войска противовоздушной обороны Республики Сербской. Во время войны лично участвовал в боевых действиях, пилотируя штурмовик Ј-21 Јастреб. Указом президента Республики Сербской Радована Караджича в 1994 году был награждён орденом Звезды Карагеоргия I степени за выдающееся руководство и командование подразделениями в вооружённом конфликте. Генерал-подполковник (1996). В 1998 году покинул пост командующего в соответствии с распоряжением тогдашней главы государства Биляны Плавшич. На пенсии с 1 февраля 2000 года, проживает в Белграде.